# Святая Олива
Святая Олива (Оливия) (IX век) — одна из четырёх первоначальных покровительниц Палермо, христианская мученица V века. Память совершается в Католической Церкви 10 июня.
Житие святой Оливы носит легендарный характер. По местному преданию, Олива родилась в Палермо в знатной сицилийской семьи и отличалась невиданной красотой. Вандалы были поражены силой её духа, видя, что ничто не может одолеть её веру, и поэтому из уважения к её благородному дому они отправили её в Тунис, где правитель попытался обратить её в рабство.
В Тунисе Оливия творила чудеса и начала обращать язычников. Поэтому губернатор приказал отправить её в уединенное место в качестве отшельницы. где были дикие звери, надеявшиеся, что звери сожрут её или что она умрет с голоду. Однако дикие животные мирно жили вокруг неё. Однажды её нашли охотники из Туниса и, пораженные её красотой, попытались надругаться над ней; но Оливия обратила и их словом Господним, и они крестились. После чудесного исцеления многих больных и страдающих в этом регионе Оливия обратила многих язычников в христианскую веру. Когда губернатор услышал об этом, он приказал арестовать её и посадить в тюрьму в городе, пытаясь заставить её отступиться. Её бичевали, раздевали и погружали в котел с кипящим маслом, но эти пытки не причинили ей никакого вреда и не заставили отречься от веры. Наконец, она была обезглавлена 10 июня 463 года, и её душа «улетела в небо в виде голубя» (итальянское: «sotto forma di colomba volò al cielo»).